# Vincent Priessnitz
Vincent Priessnitz (Jeseník, 4 ottobre 1799 – 28 novembre 1851) è stato un medico ceco.
Fu soprannominato "il Rousseau dell'idroterapia", perché fautore di ben 56 differenti tipi di trattamenti (compresse di garza bagnata, spugnature, bagni d'aria, docce fredde, vasche fredde, avvolgimenti in lenzuola fredde, ecc). In 25 anni curò circa 40.000 pazienti, e fu il primo insignito del titolo di Naturartz (medico della natura, medico naturale). 
Fondò due cliniche a Grafenberg e fu il predecessore di Kneipp, Lust e Lindlahr.